# Kokosmelk

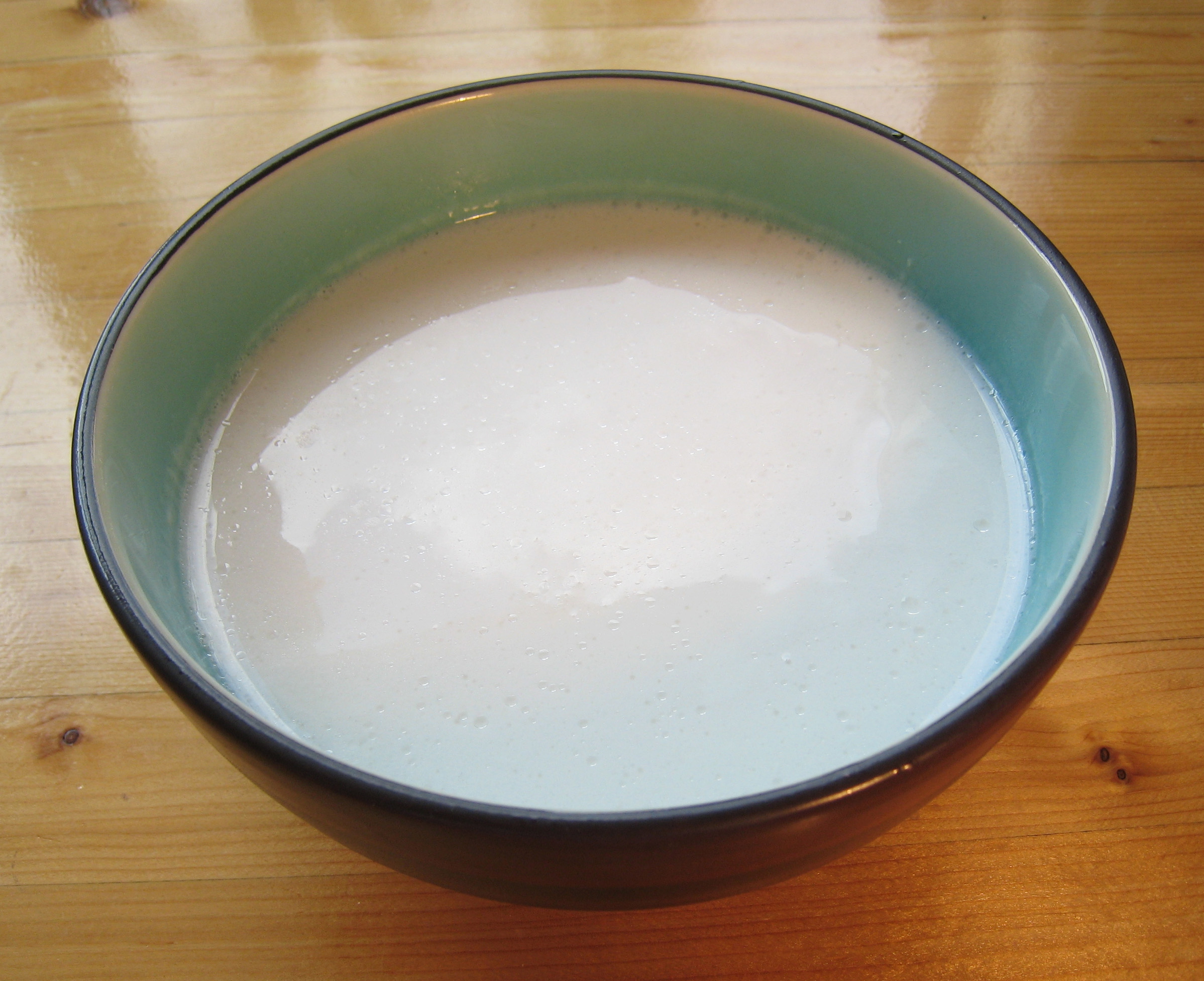
Kokosmelk in een kom

Kokosmelk, ook wel klappermelk genoemd, is een ondoorzichtige, melkwitte vloeistof die wordt gewonnen uit het kiemwit van volgroeide kokosnoten. Kokosmelk heeft een matte structuur en een rijke smaak vanwege het hoge gehalte aan kokosolie. Kokosmelk is een traditioneel ingrediënt in gerechten uit Zuidoost-Azië, Oceanië en Oost-Afrika. Het wordt eveneens gebruikt in het Caribisch gebied, tropisch Latijns-Amerika en West-Afrika, waar tijdens het koloniale tijdperk kokosnoten werden geïntroduceerd.
Kokosmelk wordt niet direct uit de noot gehaald. Het wordt verkregen door het kiemwit met water te vermengen en het mengsel vervolgens met een doek uit te persen. Het resultaat is een aromatische, melkachtige vloeistof met een vetgehalte van ongeveer 17 tot 25%. Vanwege het hoge gehalte aan kokosolie is kokosmelk rijk aan calorieën en verzadigde vetten. Kokosmelk wordt in ontwikkelingslanden op kleine industriële schaal geproduceerd en wereldwijd geëxporteerd in conserven.
Kokosmelk is een belangrijke melkvervanger, en is dus een product dat rechtstreeks gedronken kan worden.  Een gezoet, geraffineerd kokosmelkproduct dat oorspronkelijk uit Puerto Rico afkomstig is, staat bekend als kokosroom of santen. Het wordt gebruikt in desserts en dranken zoals pina colada.